# 海老名翔太
海老名 翔太（えびな しょうた、1994年2月16日 – ）は、日本の俳優、声優。劇団俳優座所属。神奈川県出身。

## 来歴
2014年4月より劇団俳優座に所属。2015年、『戦国無双』のTVシリーズオリジナルキャラクター徳川秀忠役で声優デビュー。

## 出演

### テレビアニメ
2015年
- 戦国無双（徳川秀忠）
- うしおととら（厚池、生徒B）

2016年
- 虹色デイズ（片倉先生、教師、体育教師、彼氏、店員）
- デジモンユニバース　アプリモンスターズ（ドーガモン）

2017年
- 血界戦線 & BEYOND（リポーター）

2018年
- あまんちゅ!〜あどばんす〜（スタッフ）
- ハッピーシュガーライフ（高校生、緑野レン）
- ちおちゃんの通学路（牧山健介）
- レイトン ミステリー探偵社 〜カトリーのナゾトキファイル〜（ロミーオ）

2019年
- どろろ（男、手下B、女役）

### OVA
- 虹色デイズ（2016年、片倉先生）※コミックス第13巻アニメDVD同梱版

### ゲーム
- 四女神オンライン CYBER DIMENSION NEPTUNE（2017年、魔王ジェスター[2]）

### ドラマCD
- ALIVE　Growth Drama CD vol.3「君がくれたもの、君に贈るもの」（2018年、望月皆人）

### 吹き替え

#### 映画
- ヴァレリアン 千の惑星の救世主（ツウリ[3]）
- ゴジラ キング・オブ・モンスターズ（マーティン〈ジャスティス・リーク〉[4]）
- ザ・サークル（マーサー〈エラー・コルトレーン〉）
- MILES AHEAD/マイルス・デイヴィス 空白の5年間（ジュニア〈ラキース・スタンフィールド〉）

#### ドラマ
- Xカンパニー 戦火のスパイたち （ルイ）
- ガール・ミーツ・ワールド（アンドリュー）
- ザ・リターン（ベン）
- NCIS 〜ネイビー犯罪捜査班 シーズン13 #12（ルカ）
- NCIS: ニューオーリンズ シーズン2 #12（ルカ）
- MAJOR CRIMES 〜重大犯罪課（コナー）

### テレビ
- 水曜ミステリー9　刑事の証明 第9作（2015年7月8日、テレビ東京）

### 舞台

#### 俳優座公演
- 2015年『女とハニワ』（赤坂区民センター、俳優座研究所公演）
- 2016年『僕の東京日記』（赤坂区民センター、俳優座研究所公演）

#### 外部出演
- 2016年／笛井事務所『愛の眼鏡は色ガラス』（座・高円寺2、作：安部公房、演出：望月純吉）